# 勞里科查省

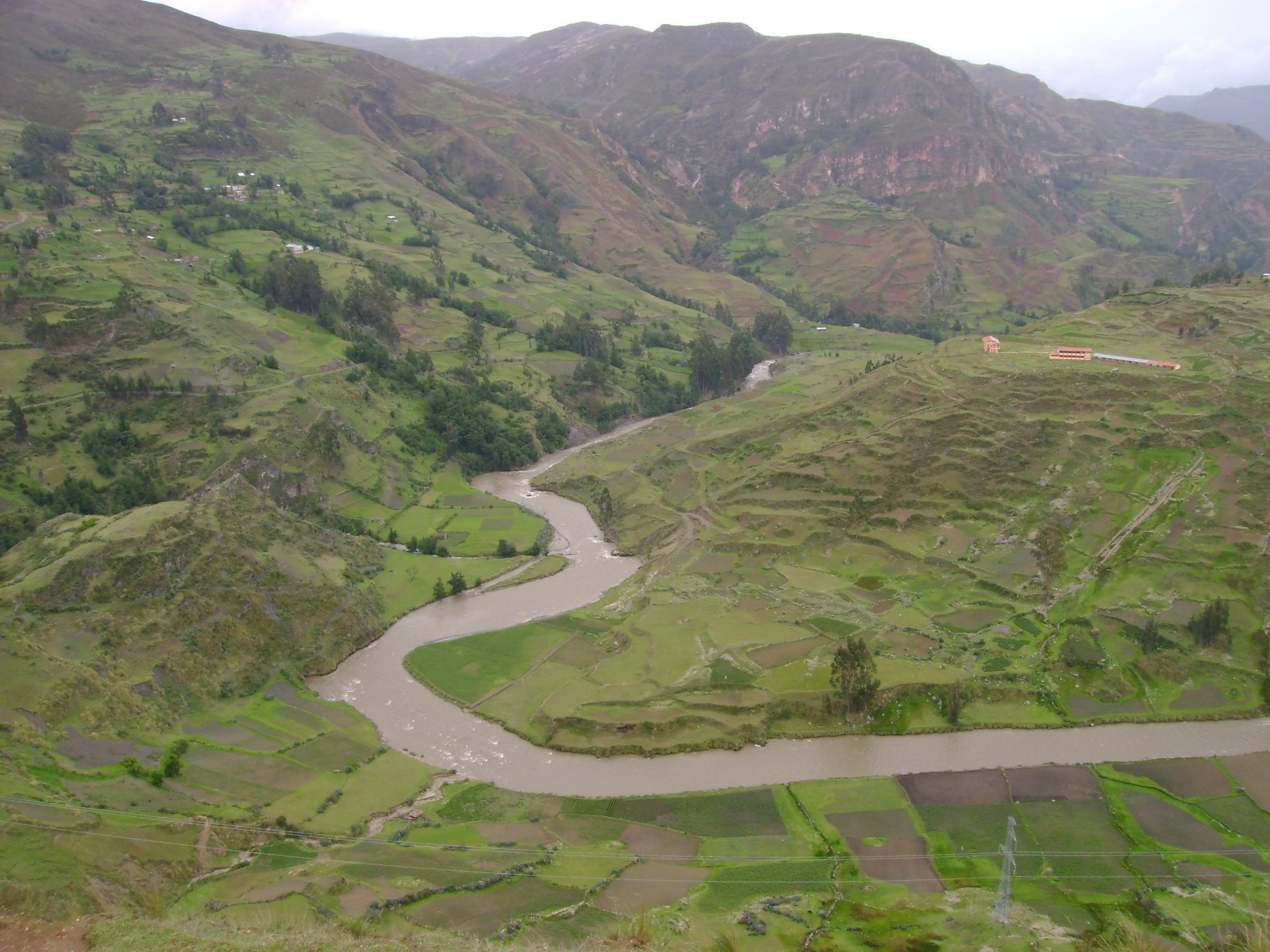

勞里科查省（西班牙語：Provincia de Lauricocha），是秘魯的省份，位於該國中部瓦努科大區，首府是赫蘇斯，面積1,860平方公里，海拔高度3,800米，2005年人口32,626，人口密度每平方公里17.54人。
10°02′02″S 76°34′55″W / 10.03389°S 76.58194°W